# Москва — столица СССР
«Москва́ — столи́ца СССР» или, как её иногда называют, «Панорама Москвы» — диорама Ефима Исаакиевича Дешалыта, ставшая одной из наиболее известных диорам в России. В настоящее время экспонат выставлен в центральном холле гостиницы «Украина».

## Описание
Диорама представляет собой масштабный макет центра Москвы, с видом со стороны Кремлёвской набережной, общей площадью живописной и предметной частей более 300 квадратных метров, с осветительными эффектами и звуковым сопровождением.
Во время демонстрации работы диорамы, при помощи осветительных и звуковых средств, спроектированных инженером М. Н. Стецовским, создаётся эффект смены времени суток, а также имеется музыкальное и текстовое сопровождение.

## История
Диорама была построена по заказу МИД СССР в 1977 году творческим коллективом под руководством Е. И. Дешалыта для демонстрации в рамках Национальной выставки 1977 года к дням 60-летия Октября, прошедшей в США. К моменту открытия диорамы в 1977 году, Ефим Дешалыт являлся автором около 80 панорамных и диорамных произведений, представленных общественности в СССР и за рубежом.
Изготовление велось на малой арене в ледовом дворце спортивного комплекса ЦСКА.
После турне по США в 1977 году, диорама побывала в таких странах как Великобритания, Болгария, Турция и Германия. В 1980 году была установлена в павильоне ВДНХ в Москве и находилась там до 1991 года, после чего была списана, а в дальнейшем приобретена частным лицом. В 1997—2006 гг. диорама находилась в торговом центре на ул. Наметкина, д. 3. В 2006 году были проведены торги по продаже диорамы, но покупателей так и не нашлось. В 2007 году диорама была куплена для её экспозиции в гостинице «Украина», и в настоящий момент выставлена в центральном холле первого этажа. Вход свободный.

## Значение
К настоящему моменту, спустя более 30 лет после создания, является единственной передвижной объёмной диорамой центра Москвы.
В. М. Зименко, заслуженный деятель искусств РСФСР, в предисловии к книге Е. И. Дешалыта «Панорамы Родины» (1978 год) пишет о диораме следующее:

Большое мастерство Е. И. Дешалыта с особой силой проявилось в решении ряда труднейших творческих и технических задач при выполнении огромной панорамы «Москва — столица СССР» для советской национальной выставки в городе Лос-Анджелесе (США) в ноябре 1977 года, посвященной 60-летию Великого Октября. Это произведение пользовалось неизменным успехом у зрителей, оно волнующе передает неповторимую красоту нашей столицы — величественного города, в облике которого органично сочетаются творения зодчих прошлых веков и грандиозный размах строительства социалистического общества, в котором человек — главная ценность.
Над панорамой трудилось почти 150 человек — дружный, сработавшийся коллектив, объединенный и увлеченный единой художественной идеей, предложенной руководителем. Масштабы работы были исключительно велики: диаметр панорамного зала был определен в 22 метра при высоте в 7 метров; живопись занимала площадь 100 квадратных метров, объемная часть — 80 квадратных метров. В результате долгих творческих поисков Дешалыт остановился на очень удачно выбранной точке обзора — со стороны Кремлёвской набережной. Наблюдатель, как бы значительно поднятый, но в пределах реальной этажности жилых построек, мог видеть Кремль и далекую перспективу города. Творческой находкой было решение использовать систему прозрачных кассет с подсветкой, на пластиковую поверхность которых наносились слои живописи с последующим процарапыванием деталей, несущих свет — фонари улиц, окна домов, реклама и т. д.
Это позволило добиться совершенно поразительного эффекта ночного освещения с тысячами разноцветных огней.
Сеансы продолжались целый день, а очереди желающих посмотреть «живую Москву» не редели. Сотни восторженных записей. «Благодарю Вас за то, что Вы привезли свою столицу в наш город», — записал один из коренных жителей Лос-Анджелеса. «Когда я смотрел панораму, — пишет другой, — я почувствовал гордость человека, знающего, что жизнь в действительности может быть прекрасной в большом городе».